# Braquipterismo
Braquipterismo o braquipteria es una condición anatómica que significa que un animal tiene alas muy reducidas y generalmente no funcionales. El animal se denomina con el adjetivo "braquíptero". Un ejemplo de animal braquíptero es el grillo. Apterismo es la ausencia de alas. Estos términos se usan en entomología en referencia a especies que descienden de grupos alados que han perdido las alas o que han sufrido una reducción de su tamaño.